# Чён Ка-Лонг
Эдгар Чён Ка-Лонг (иер. 張家朗, ютпх. zoeng1 gaa1 long5, кит.-рус. Чжан Цзялан; англ. Edgar Cheung Ka-long; род. 10 июня 1997, Британский Гонконг) — гонконгский фехтовальщик-рапирист, двукратный олимпийский чемпион в личном первенстве (2020 и 2024). Он стал первым олимпийским чемпионом по фехтованию от Гонконга и вторым в истории спортсменом из этой страны, ставшим олимпийским чемпионом. 

## Карьера
Чён родился 10 июня 1997 года в Гонконге. Его родители играли в баскетбол в национальных лигах Гонконга и Китая. В четвёртом классе занялся фехтованием. В 2013 году он был назван самым многообещающим молодым спортсменом Гонконга на Hong Kong Sports Stars Awards. В 2014 году Чён был назван выдающимся юным спортсменом Гонконга.
Выиграл бронзу в командных рапирах на чемпионате Азии 2014 года и на Азиатских играх того же года. В 2015 году он заработал две бронзы: одну в личном зачёте, а другую в командном зачёте на рапирах на чемпионате Азии того года. В 2016 году он выиграл золото и бронзу в командном зачёте на чемпионате Азии.
На Олимпийских играх 2016 года в Рио он победил Хо Джуна в 1/16 финала, прежде чем проиграть Гильерме Толдо в 1/8 финала, и итоге занял 14-е место в общем зачёте.
В 2017 году Чён выиграл золото в личном зачёте на рапирах на чемпионате мира среди юниоров. Затем он выиграл серебряную медаль в личном зачете на рапирах и бронзу в командном зачёте на рапирах на чемпионате Азии 2017 года.
В 2018 году он выиграл серебро в командных соревнованиях на рапирах на чемпионате Азии 2018 года, а также бронзу в индивидуальных соревнованиях и серебро в командных рапирах на Азиатских играх того года. В 2019 году он заработал серебряную медаль на Гран-при Турина, бронзу на Гран-при Анахайма, а также серебро в личном зачёте и бронзу в командном рапирах на чемпионате Азии.

## Олимпиада 2020 в Токио
На Олимпиаде в Токио он последовательно победил Жюльена Мертина в 1/16 финала, чемпиона мира 2018 года Алессио Фокони в 1/8 финала, Кирилла Бородачёва в четвертьфинале и Александра Шупенича в полуфинале. В финале он встретился с действующим олимпийским чемпионом Даниэле Гароццо: проигрывая со счётом 1:4, он смог переломить ход поединка и выиграл со счётом 15:11. Это была первая золотая олимпийская медаль Гонконга по фехтованию и вторая, вообще когда-либо завоёванная спортсменами этой страны.